# Ghazala Javed
Ghazala Javed (en pachto : غزاله جاوېد), née le 1er janvier 1988 à Mingora dans le district de Swat et morte assassinée le 18 juin 2012 à Peshawar, est une chanteuse pakistanaise pachtoune.

## Biographie
Elle fuit sa région natale avec sa famille en 2009, à l'occasion d'une offensive militaire contre les Talibans, maîtres du district de Swat depuis 2007, et s'installe à Peshawar. Elle y commence sa carrière de chanteuse et enregistre plusieurs disques en pachto. Elle devient très populaire parmi les jeunes Pachtounes du Pakistan, de l'Afghanistan et de la diaspora.

## Mort
Elle est tuée par arme à feu avec son père. L'enquête conclut à la culpabilité de son ex-mari, l'homme d'affaires Jehangir Khan, dont elle avait divorcé quelques mois auparavant après avoir découvert qu'il avait déjà au moins une autre femme. Le 16 décembre 2013, Jehangir Khan est condamné à mort, mais le 22 mai 2014, la sentence est renversée après un accord financier entre Khan et les héritiers des victimes.